# Libošovice
Libošovice jsou obec v okrese Jičín v Královéhradeckém kraji. Žije v ní 524 obyvatel.

## Historie
První písemná zmínka o obci pochází z roku 1352.

## Obyvatelstvo
| Rok            | 1869  | 1880  | 1890  | 1900  | 1910  | 1921  | 1930  | 1950  | 1961  | 1970 | 1980 | 1991 | 2001 | 2011 | 2021 |
| -------------- | ----- | ----- | ----- | ----- | ----- | ----- | ----- | ----- | ----- | ---- | ---- | ---- | ---- | ---- | ---- |
| Počet obyvatel | 1 878 | 1 779 | 1 765 | 1 670 | 1 587 | 1 519 | 1 382 | 1 091 | 1 003 | 799  | 613  | 467  | 451  | 506  | 561  |
| Počet domů     | 282   | 296   | 303   | 310   | 313   | 312   | 315   | 332   | 275   | 244  | 214  | 214  | 293  | 308  | 309  |

## Části obce
- Dobšice
- Libošovice
- Malá Lhota
- Malechovice
- Meziluží
- Nepřívěc
- Podkost
- Rytířova Lhota
- Vesec u Sobotky

## Pamětihodnosti
- Hrad Kost (v místní části Podkost)
- Kostel svatého Prokopa
- Socha svatého Donáta
- přírodní rezervace Údolí Plakánek v k. ú. obce

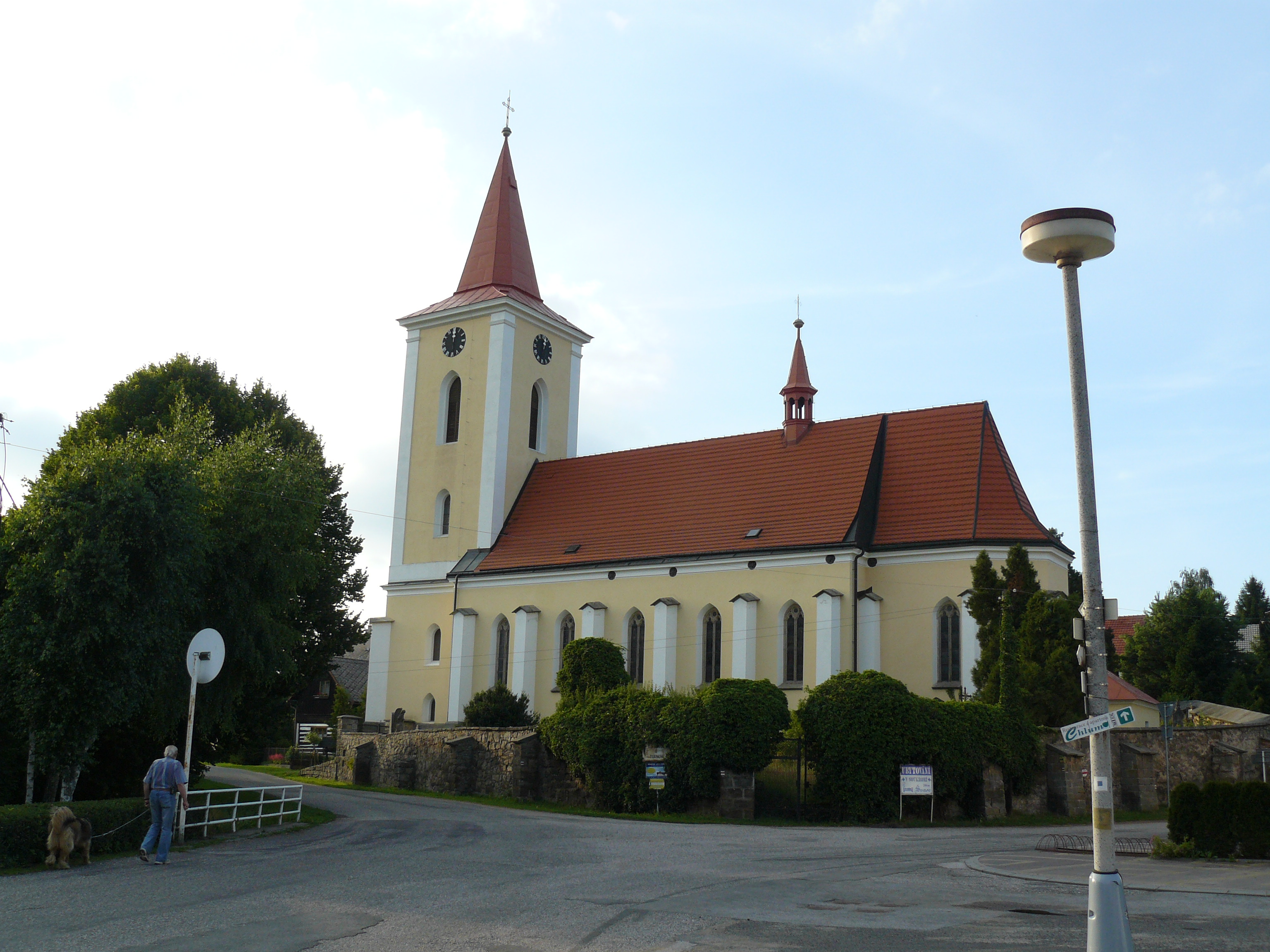
Kostel Svatého Prokopa

## Významní rodáci
- Dušan Pala (1924–1945), básník